# Asclepíades de Fliünt
Asclepíades (en grec antic: Ἀσκληπιάδης; en llatí: Asclepiades) fou un filòsof cínic nadiu de Fliünt i contemporani de Crates de Tebes, que hauria viscut doncs cap a l'any 330 aC, segons Diògenes Laerci i Tertulià. Un filòsof del mateix nom l'esmenta Ciceró, i diu que era cec, però no se sap segur que fos el mateix personatge.